# Rituali (singolo)
Rituali è un singolo dei cantautori italiani Angelina Mango e Nashley, pubblicato il 14 ottobre 2022.

## Descrizione
Il brano, scritto dagli stessi due cantautori, è prodotto dalla stessa Angelina Mango con Enrico Brun.

## Tracce
Testi e musiche di Angelina Mango e Nashley Rodeghiero.
1. Rituali – 2:54